# Inter-rei
Inter-rei (em latim: Interrex; plural interreges, do Latim inter reges) era o magistrado supremo que governava entre a morte de um rei e a eleição de outro. Este ofício era tomado em turnos pelo Senado continuando nas mãos de cada um por cinco dias, ou, de acordo com Plutarco, apenas doze horas por vez. Às vezes há um inter-rei sob o governo consular criado para manter assembleias, quando os magistrados comuns ou estavam ausentes ou incapacitados de agir devido a eleições indevidas.
Este ofício é dito ter sido instituído na época da morte de Rômulo, quando o Senado desejava compartilhar o poder soberano entre si em vez de eleger um novo rei. Para isso, segundo Tito Lívio, o senado que então consistia de cem membros, era dividido em dez decúrias das quais um senador era eleito de cada um. Todos juntamente formavam um conselho de dez membros, com o título de inter-reis, dos quais desfrutavam do poder sucessório por cinco dias; se nenhum rei fosse indicado no período de expiração de cinquenta dias, a rotação reiniciava. Esse período do qual desfrutavam o poder era chamado de Interregno (em latim: Interregnum).
Dionísio de Halicarnasso e Plutarco dispõem de descrições diferentes; porém, a de Plutarco é a que parece ser mais provável segundo Niebuhr, que supõe que os primeiros inter-reis eram exclusivamente Ramnes e que eram Decem Primi ou dez senadores líderes dos quais o primeiro era o chefe de todo o senado.